# Seattle SuperSonics
Seattle SuperSonics var et tidligere professionelt hold i den amerikanske basketball liga NBA. Holdet var baseret i Seattle, Washington. Supersonics blev grundlagt i 1967 og var en del af Western Conference (NBA) fra 1967 til 2008. Efter sæsonen i 2008 skiftede holdet lokation til Oklahoma City, hvilket medførte at klubben kaldte sig Oklahoma City Thunder.
| Sport | Spire Denne artikel om sport er en spire som bør udbygges. Du er velkommen til at hjælpe Wikipedia ved at udvide den. |